# Jo Myong-rok
El general Jo Myong-Rok (12 de julio de 1928 – 6 de noviembre de 2010) fue un militar norcoreano, con el rango militar de Corea del Norte de Chasu. Desde 2009, y hasta el momento de su muerte, ocupó los cargos de Vicepresidente de la Comisión Nacional de Defensa de Corea del Norte y director general del Buró Político del Ejército Popular de Corea.
Nació el 12 de julio de 1928 en el condado de Yŏnsa, en la provincia de Hamgyŏng del Norte, y se unió al Ejército Popular de Corea en diciembre de 1950. Egresado de la Escuela de Aviación, Jo trabajó como comandante de batallón, comandante de regimiento, comandante de división, jefe del Estado Mayor y comandante de la Fuerza Aérea Popular de Corea.
Murió el 6 de noviembre de 2010, a la edad de 82 años, de un ataque al corazón.